# Galeno
Claudio Galeno Nicon de Pérgamo (en griego antiguo: Γαληνός, Galēnos; Pérgamo, 129-Roma, c. 201/216), más conocido como Galeno, fue un médico, cirujano y filósofo griego del Imperio romano. Considerado uno de los más completos investigadores médicos de la Edad Antigua, sus puntos de vista dominaron la medicina europea a lo largo de más de mil años en campos como la anatomía, la fisiología, la patología, la farmacología y la neurología, así como la filosofía y la lógica.
Galeno se formó bajo influencia griega y al amparo de uno de los mayores templos dedicados a Esculapio (Asclepios). Estudió medicina con dos seguidores de Hipócrates: Estraconio y Sátiro, y aún después visitó las escuelas de medicina de Esmirna, Corinto y Alejandría. Finalmente viajó a Roma, donde su fama como médico de gladiadores le llevó a ser elegido médico del emperador Marco Aurelio.
En la Edad Media, los escritos de anatomía de Galeno se convirtieron en el pilar de los estudios universitarios de los médicos medievales, pero debido a la caída del Imperio romano de Occidente en el siglo V estos acusaron un evidente estancamiento intelectual. Sin embargo, en el Imperio bizantino y en el califato abasí se continuaron estudiando y aportando avances. Algunas de las ideas de Galeno eran incorrectas, pues nunca diseccionó un cuerpo humano debido a los tabúes sobre esta práctica en la sociedad grecorromana. Pese a esto, también realizó aportaciones notables: corrigió el error de Erasístrato, quien creía que las arterias llevaban aire, y es considerado uno de los primeros experimentalistas de la medicina. En el medievo los profesores y estudiantes de medicina de Bolonia comenzaron a diseccionar cuerpos; Mondino de Luzzi (c. 1275-1326) redactó el primer libro conocido de anatomía basado en disecciones humanas.
Se le dio el nombre de Claudio en la Edad Media, pero esto parece ser un error historiográfico que se subsanó en la Edad Moderna, cuando sus textos ganaron una renovada aceptación. En la década de 1530, el anatomista y médico de Bruselas Andrés Vesalio comenzó a traducir del griego al latín muchos de los textos de Galeno y su influyente publicación de anatomía, De humani corporis fabrica (1543), estuvo profundamente influida por la obra del médico grecorromano.

## Biografía

### Primeros años: 129-161

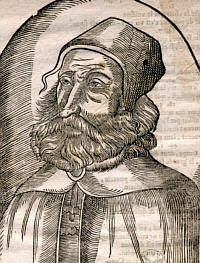
Galeno de Pérgamo, figura romana en la historia de la medicina.

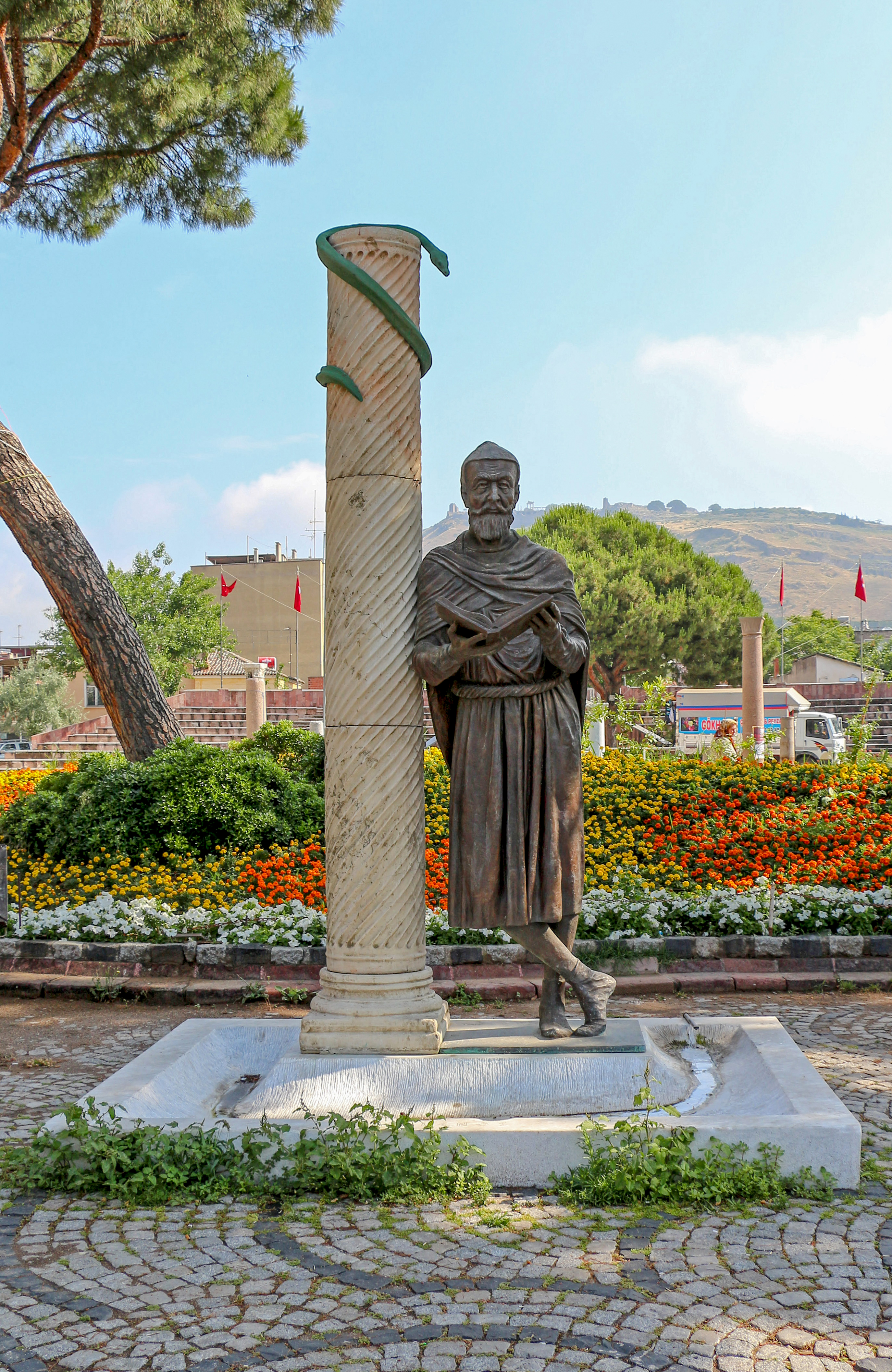
Estatua moderna de Galeno en su ciudad de origen, Pérgamo.

Galenou Apanta, 1538.

Galeno nació en Pérgamo —actual Bergama, en Turquía—, en el año 129, en el seno de una familia adinerada. Su padre, Elio Nicón, que además de arquitecto era terrateniente, lo educó cuidadosamente en el pensamiento estoico, quizás con el propósito de hacer de su hijo un filósofo. Galeno, desde muy joven, se interesó por una gran variedad de temas, agricultura, arquitectura, astronomía, astrología, filosofía, hasta el momento en el que se concentró en la medicina.
Se dice que su padre le inclinó hacia los estudios de médico tras soñar una noche con Esculapio, dios de la medicina, que le predijo el destino de su hijo.
Así, a los veinte años Galeno se convierte en therapeutes (discípulo o socio) del dios Asclepio en el Asclepeion de Pérgamo durante cuatro años, donde iniciaría sus estudios de medicina. Después abandonaría el templo para ir a estudiar a Esmirna y a Corinto. En estos primeros años toma contacto con la obra del célebre médico Hipócrates de Cos, que sería su principal referente a lo largo de su carrera.
Galeno completaría sus estudios en Alejandría, Egipto, la antigua capital de los Tolomeos y principal centro cultural del Mediterráneo. Galeno aprendería aquí la importancia de los estudios anatómicos y fisiológicos para la medicina, y entraría en contacto con la obra de importantes anatomistas como Herófilo y Erasístrato.
Regresó a Pérgamo, en 157, al enterarse de la muerte de su padre, que le legó una gran fortuna. Allí trabajó como médico en la escuela de gladiadores durante tres o cuatro años. En este periodo adquiere experiencia en el tratamiento de los golpes y heridas. Años más tarde hablaría de las heridas como las «ventanas en el cuerpo».

### Años posteriores: 162-217
A partir de 162 vivió en Roma, la capital imperial, en donde escribió numerosas obras, demostrando de ese modo públicamente su conocimiento de la anatomía. Consigue una gran reputación como médico experto y cuenta con una nutrida clientela. Uno de sus pacientes fue el cónsul Flavio Boecio, quien lo introdujo en el tribunal y acabó siendo médico en la corte del emperador Marco Aurelio y su corregente Lucio Vero. Durante un breve período regresó a Pérgamo 166-169, hasta ser llamado por Cómodo (hijo de Marco Aurelio).
Durante su estancia en la corte Galeno fue testigo de importantes acontecimientos, como la llegada de la llamada peste antonina —que describió y relató en sus obras—, las Guerras marcomanas, el asesinato de Cómodo, la guerra civil y la llegada al trono de Septimio Severo.
Debido a que en la antigua Roma la disección de cadáveres estaba prohibida por la ley, Galeno realizó estudios diseccionando animales como cerdos o monos. Esto condujo a que tuviera ciertas ideas equivocadas sobre el cuerpo humano. Galeno pasó el resto de su vida en la corte imperial, escribiendo y llevando a cabo experimentos. Hizo vivisecciones de muchos animales con el fin de estudiar la función de los riñones y de la médula espinal.
Escribió fundamentalmente en griego, ya que en la medicina de la época tenía mucha más reputación que el latín. Según sus propios testimonios, utilizó a veinte escribientes para anotar sus palabras. En 191, un incendio destruyó algunas de sus obras. Su principal obra, Methodo medendi —sobre el arte de la curación—, ejerció una enorme importancia en la medicina durante quince siglos.
La fecha de su muerte se ha estimado tradicionalmente en torno al año 201, basando esta conjetura en referencias del siglo x, del léxico de Suda. Sin embargo, otros expertos retrasan la fecha de su muerte hasta 216.
El gran prestigio del que gozó, no solo en Roma, se debió en parte a su gran actividad literaria, con más de cuatrocientos textos, de los que nos han llegado unos ciento cincuenta, principalmente a través de traducciones de gran mérito en la época pero limitada fiabilidad. En 2015 se descubrió un palimpsesto de su obra De los preparados y los poderes de los remedios simples, que se espera arroje luz sobre algunos características del autor.
La obra de Galeno se basa en la tradición hipocrática, a la que une elementos del pensamiento de Platón y Aristóteles, que recibe a través del estoicismo de Posidonio. Además, tuvo una excelente formación que le permitió conocer en profundidad las distintas escuelas médicas del momento y añadir a todo ello sus contribuciones originales.
Su fisiología, por ejemplo, se basa en las ideas aristotélicas de naturaleza, movimiento, causa y finalidad, con el alma como principio vital según las ideas de Platón, que distinguía entre alma concupiscible —con sede en el hígado—, alma irascible —en el corazón— y alma racional —en el cerebro—.

## Fisiología galénica

### Fisiología general galénica
Se entiende por «Fisiología general» el estudio de los conceptos básicos de la teoría del mundo clásico sobre el funcionamiento del cuerpo: virtudes, operaciones y espíritus.
Un espíritu —spiritus, término latino que traduce el griego pneuma—, para la fisiología antigua, es una materia sutilísima que pone en funcionamiento los órganos de una cavidad. El concepto de espíritu en la medicina clásica, por tanto, no se contrapone de forma excluyente al de materia, sino que los espíritus son una forma especial —y especialmente sutil— de materia.
Para Galeno, y a partir de él para toda la medicina antigua, los espíritus se agrupan en tres tipos, correspondientes a los tres tipos de alma —entendiendo por alma, psyché, el principio del movimiento y de los cambios en los seres vivos—:

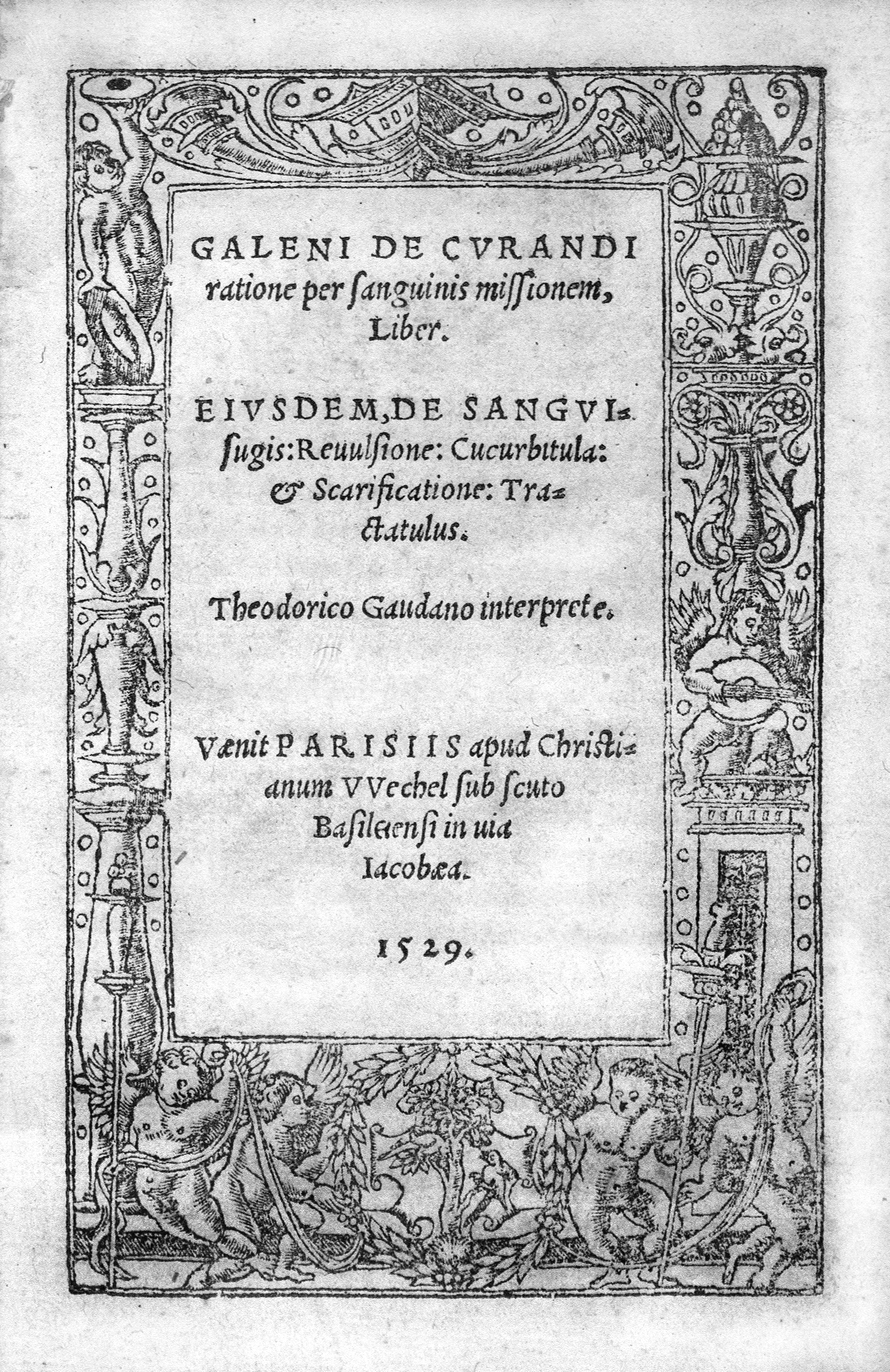
De curandi ratione

- El espíritu (pneuma) natural —que los filósofos solían denominar «espíritu vegetal o vegetativo»— correspondiente al alma concupiscible. Tiene su sede en el hígado, que es el órgano fundamental del abdomen para los clásicos; desde el hígado, el espíritu natural se difundiría por las venas, que, según la concepción clásica, partirían del hígado hacia todo el organismo. El espíritu natural es el responsable de las diversas funciones o facultades (dynámeis) de los órganos del abdomen. Las funciones del abdomen son precisamente lo que un fisiólogo antiguo denominaba sus virtudes —el término «virtud» viene de vis, que significa fuerza, y que equivale en latín al griego dy´namis. Por tanto, los espíritus son los que desencadenan las virtudes de los órganos, y las virtudes se identifican con las fuerzas que hacen funcionar a los órganos. Las virtudes de los órganos abdominales van a ser las funciones vegetativas, es decir, las funciones propias de los vegetales: nutrición y crecimiento. Además, en el abdomen están los órganos de la reproducción, virtud —o función, o facultad— que también realizan los vegetales. De acuerdo con esto, las virtudes (fuerzas puestas en acción por los espíritus) van a ser propiedades de los distintos órganos (el riñón, por ejemplo, tiene una virtud atractiva de la sangre y otras expulsiva de la orina). La unión de un conjunto de virtudes que se combinan entre sí forma una operación —como la purificación de la sangre con eliminación de la orina—. La operación es por tanto la acción que realiza un determinado órgano, y puede incluir varias virtudes coordinadas. Las virtudes abdominales —cada una de ellas correspondiente a un órgano— se clasifican en principales —digestión, crecimiento y generación— y secundarias —atractiva o apetitiva, retentiva, conversiva, expulsiva o excretiva—. El alimento es deglutido, digerido y asimilado —y los residuos son eliminados— gracias a estas virtudes. Hay también virtudes psíquicas con sede en el abdomen: virtudes concupiscibles —relativas al deseo— que funcionan por pares: amor-odio, deseo-abominación, gozo-tristeza…
- El espíritu (pneuma) vital: localizado en el tórax, cuyo órgano fundamental es el corazón —y que además incluye los pulmones—. Corresponde al alma irascible, de la que son propias las virtudes o facultades (dynámeis) vitales. El espíritu vital sería responsable de las virtudes y operaciones que mantienen la vida: la respiración, el latido cardíaco y el pulso. —Este último no era para los antiguos simplemente la transmisión del latido cardíaco, sino una fuerza o virtud propia de la pared arterial, la virtud pulsífica, distinta de la virtud del latido cardíaco—. Tradicionalmente la muerte se determinaba por el cese de estas funciones torácicas —y se concebía como la desaparición del espíritu vital—. El pneuma o spiritus vital se desplazaría por las arterias a partir del corazón. Pero así como el latido es la función del corazón, el pulso es la función de las arterias —es una vis per se, una fuerza autónoma— y la respiración es la función de los pulmones. Estas son las virtudes o facultades (dynámeis) vitales principales, siendo las secundarias las mismas que en el caso del abdomen —la atractiva de los pulmones sobre el aire, la expulsiva del corazón con respecto a la sangre, etcétera—. También en el tórax habría, para los antiguos, virtudes psíquicas: las llamadas virtudes irascibles, como lo serían la ira, la audacia y su opuesto el temor, o la esperanza y la desesperación. A partir del corazón, el espíritu vital se transmitiría a todo el organismo a través del sistema arterial.
- El espíritu (pneuma) animal, que es el superior, con sede en el cerebro, y cuyas virtudes y operaciones más complejas, de carácter mental, serían las características del ser humano. Este tercer tipo de pneuma se desplazaría desde el cerebro a los diferentes órganos por el interior de los nervios. Corresponde al alma racional. Este tercer tipo de virtudes —o facultades, dynámeis— animales se dividiría en varios tipos: aferentes —sensitivas, que reciben sensaciones a través de los órganos de los sentidos— y eferentes —motoras, que gobiernan el movimiento de los músculos—. Hay además virtudes intermedias, centrales u ordenadoras, que tienen lugar en el sistema nervioso central: la imaginación, la razón y la memoria. En la fisiología general galénica es también muy importante el concepto de calor innato, esencial para la vida. Su sede es el corazón, desde el cual se difunde por todo el organismo a través del pulso. El combustible a partir del cual se produciría este calor innato es el alimento y la respiración tiene, en relación con él, una función refrigerante.

### Fisiología especial galénica
La concepción clásica de las principales funciones del cuerpo humano puede ser expuesta a partir de lo que ocurriría al ingerir un alimento. Actuarían, en primer lugar, la virtud de la boca de masticar y la de tragar, complementadas por la virtud del estómago de atraer el alimento; la interacción de todas estas virtudes formaría la operación de deglutir.
Mediante la virtud conversiva del estómago, los alimentos deglutidos son convertidos en quilo.
Los procesos a los que es sometido el alimento en el estómago e intestino se denominan primera digestión. Las sucesivas digestiones que se van a producir irán separando lo puro de lo impuro, y cada una de ellas producirá unos residuos que serán eliminados, purificando así el resto. Los restos de la primera digestión serán las heces fecales.
El quilo —los alimentos purificados por la primera digestión— será transportado al hígado —a través de las venas mesentéricas y porta— y sufre allí una segunda digestión, de la cual surgen los humores —el hígado es por tanto el laboratorio en que se gestan los cuatro humores, y fundamentalmente la sangre, a partir del alimento ya transformado en quilo—. La segunda digestión produce también sus residuos, que irán a los riñones y se eliminarán por la orina.
La bilis negra o atrabilis, uno de los humores producidos en el hígado, va en gran parte al bazo. Otra parte, mezclada con la sangre recién creada en el hígado, se distribuye por las venas —es la sangre venosa—. Para la medicina galénica, el sistema venoso tiene su origen en el hígado y se ramifica a partir de él —y no del corazón—. El hígado, órgano esencial del abdomen, es la fuente de las venas, que distribuyen por todo el organismo la sangre venosa —que por llevar mezcla de humores tendrá un color distinto de la sangre arterial, que es más pura—.
A través de la vena cava llegaría también sangre desde el hígado a la aurícula derecha y de ahí al ventrículo derecho donde encontraría dos posibilidades: una parte atravesaría el tabique interventricular, a través de unos supuestos poros, pasando al ventrículo izquierdo; el resto iría a los pulmones por lo que llamaban la «vena arteriosa» —la actual arteria pulmonar—. Esta sangre que desde el ventrículo derecho se dirigiría al pulmón, serviría para alimentarlo —y por tanto no retornaría al corazón—.
Habría también unas «arterias venosas» —las actuales venas pulmonares—) que irían del pulmón a la aurícula izquierda. Estas arterias venosas no llevarían sangre —la que llegó al pulmón se quedó en él, no hay circulación pulmonar en la fisiología antigua—. Lo que llevarían las «arterias venosas» es pneuma, el espíritu que el pulmón extraería del aire al inspirar. El pneuma que pasa de la aurícula al ventrículo izquierdo encuentra allí la sangre que pasó desde el otro ventrículo por los poros.
En el ventrículo izquierdo el pneuma purifica la sangre y la hace más sutil; los desechos de esta nueva purificación de la sangre se expulsan mediante la espiración. Esta sangre pneumatizada —que hoy se llama sangre oxigenada— se distribuye a través del sistema arterial a todo el organismo. En las distintas partes del cuerpo se encuentran anastomosis o comunicaciones arterio-venosas en las que se mezclarán los dos tipos de sangre —la sangre venosa procedente del hígado y la pneumatizada que viene del ventrículo izquierdo—. La mezcla de sangres se transvasará y, ya fuera de las arterias y venas, se solidificará progresivamente alimentando y haciendo crecer los distintos miembros del cuerpo al convertirse en la materia que los constituye —que es, en última instancia, una solidificación de los humores—. Así la sangre se transforma en las distintas partes del cuerpo y por tanto no retorna al corazón. Esta transformación de la sangre en partes del cuerpo es la tercera digestión, cuyos residuos se expulsarán al exterior en forma de sudor, pelos, uñas, etc.
También al cerebro, como al resto de los órganos, llegaría la sangre, distribuyéndose en la llamada rete mirabile —una red arterio-venosa de las meninges que de hecho existe en los cerdos, pero no en los hombres—. Allí la tercera digestión o cocción de la sangre daría como producto una materia sutilísima gracias a la cual podrían funcionar las virtudes más espirituales y típicamente humanas de la vida de relación —las facultades anímicas—. Los desperdicios correspondientes a esta digestión se expulsarían al exterior a través de los órganos de los sentidos: legañas, cerumen del oído, mucosidades nasales, etc.

## Aportes de Galeno a la medicina
- Demostró cómo diversos músculos son controlados por la médula espinal.
- Identificó siete pares de nervios craneales.
- Demostró que el cerebro es el órgano encargado de controlar la voz.
- Demostró las funciones del riñón y de la vejiga.
- Demostró que por las arterias circula sangre, y no aire —como pensaban Erasístrato y Herófilo—.
- Descubrió diferencias estructurales entre venas y arterias.
- Describió las válvulas del corazón.
- Describió diversas enfermedades infecciosas —como la peste de los años 165-170— y su propagación.
- Dio gran importancia a los métodos de conservación y preparación de fármacos, base de la actual farmacia galénica.
- Su tratado Sobre el diagnóstico de los sueños (De Dignotione ex Insomnis Libellis, en latín) describe los sueños —es decir, las ensoñaciones— y afirma que estos pueden ser un reflejo de los padecimientos del cuerpo.[n 1]

## Eponimia
- El cráter lunar Galen —según la grafía inglesa— lleva este nombre en su memoria.